# Fotórealizmus
A fotórealizmus az USA-ban az 1960-as évek végétől, Európában 1972-től kezdődő festési irányzat, mely a fényképezésen alapszik és amit a részletek aprólékos kidolgozása jellemez.

## Jellemzése
A realisztikus festésmódhoz való radikális visszatérést szorgalmazza ez az irányzat a „földhöz ragadt” realizmus avagy a mágikus realizmus jegyében, látszólag szemben megy a neoavantgárd irányzatokkal, de maga is neoavantgárd irányzattá válik, mert eszközei közé bekerülnek a szürnaturalizmus, a konstruktivizmus, a hiperrealizmus, vagy bármely más irányzat eszközei. Létjogosultsága megkérdőjelezhetetlen.
A pop-art-ból nőtt ki azoknak a festőknek a kezdeményezésére, akik rajongtak a fényképek világáért. Bár a fényképezés alkalmazása már a 19. századi festők számára is ismert volt, mint a valóság helyettesítése (olyanok számára is, mint Eugéne Delacroix), a fotórealisztikusok magára a fényképre támaszkodnak, annak minden részletét vissza akarják adni a vásznon. Tárgyaik gyakran fényes, tükröződő, csillogó objektumok (például motorkerékpár fényezése, vagy görbülő üvegfelületek).
A félelmetes technikai precizitás, a ragyogó, élénk színek és a látvány összetettsége miatt a stílus széles népszerűségnek örvend. A képek a laposság és mélység illúzióját idézik fel, s e tulajdonságok elérése érdekében a diaképet vászonra vetítették, majd festékszóróval pontosan lemásolták a részleteket, a festékszóró vékony sugárban teríti szét az oldott festéket, és a végeredményen nem látszik a kéz munkájának nyoma. A fotórealisták az utcai fényképészekhez hasonlóan elsősorban városi jeleneteket választottak, és a fényes felületeket kedvelték, mint amilyen az üveg és a króm.  Nevesebb képviselői között találjuk Chuck Close, Don Eddy, Richard Estes és Audrey Flack nevét.
Európában a konceptuális művészet és az akcióművészet elleni lázadás eredménye a fotórealizmus irányzata. A realisztikus festésmódhoz való radikális visszatérés első alkotásait Európában 1972-ben állították ki a Documentán. A fotórealizmus a hiperrealizmussal több ponton rokon, pld. a művészek mindkét irányzatban fotókról festenek, mindkét irányzat vett át a pop art ironikus és elidegenítő motívumaiból.
A fényképezőgépek lencséje az emberi szemnél jobban hangsúlyozza a látványt, s ebben a kritikus, sőt provokatív túlhangsúlyozásban a fotórealizmus képviselői elődjüket az 1918-as német Neue Sachlichkeit mozgalomban vélték felfedezni. A fotórealizmusnak az igazabbnál is igazabb, a valódinál is valódibb ábrázolási módja ironikusan azt mutatja meg, hogy nem elégséges a világ, az igazság, a valóság megismeréséhez az optikai tapasztalat, sőt optikai tapasztalataink félrevezetők is lehetnek.

## Galéria

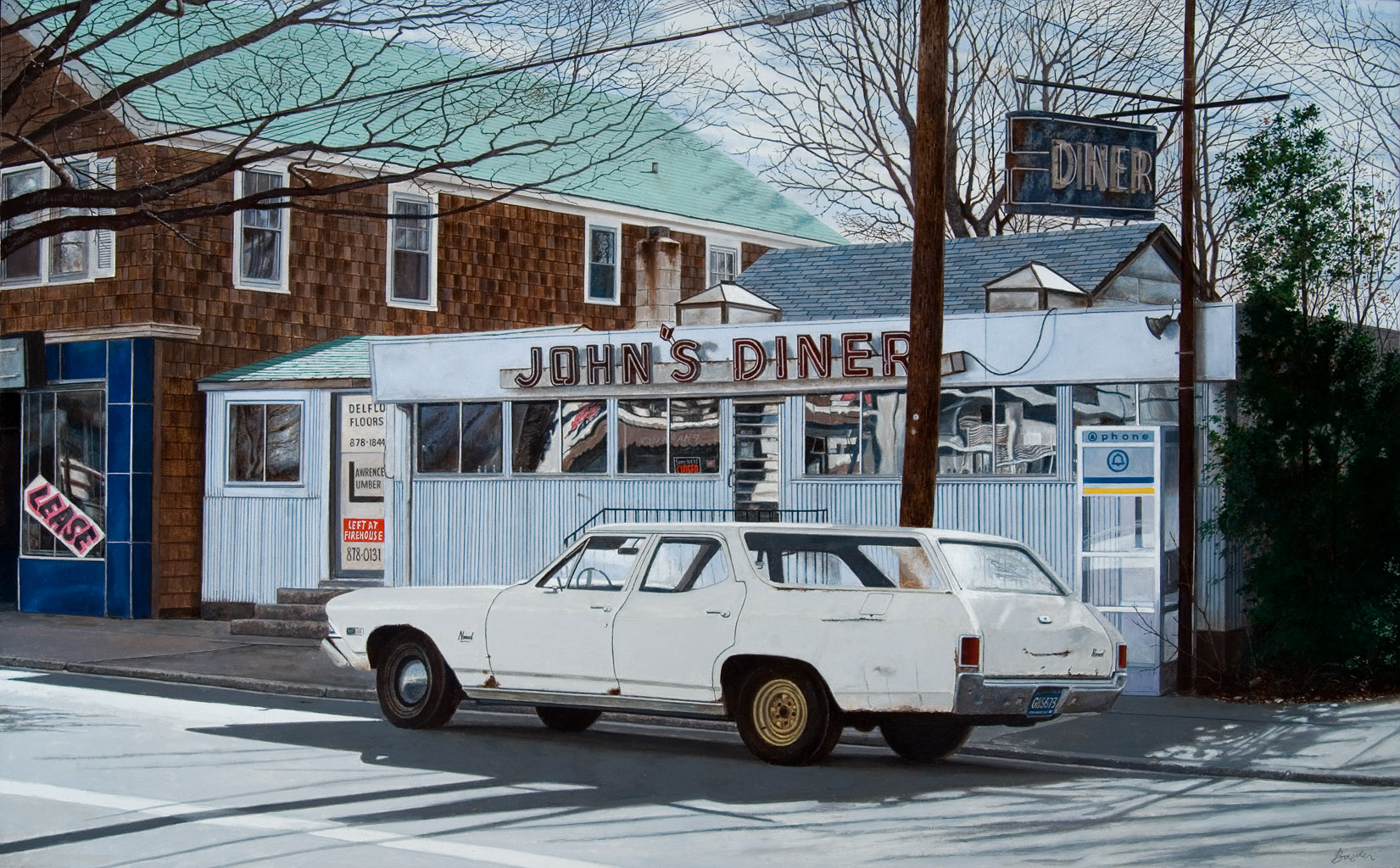
John Baeder John's Diner with John's Chevelle 2007, (olajfestmény, 76 × 121 cm)
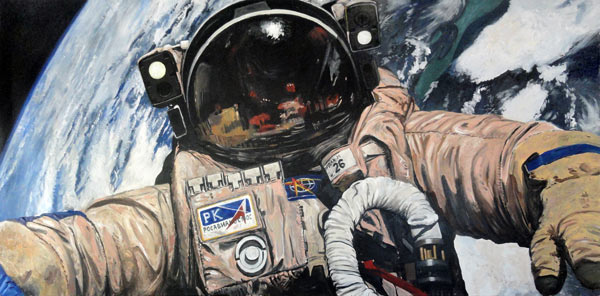
Ricardo André Frantz A Fronteira Final (300 x 145 cm, 2011)
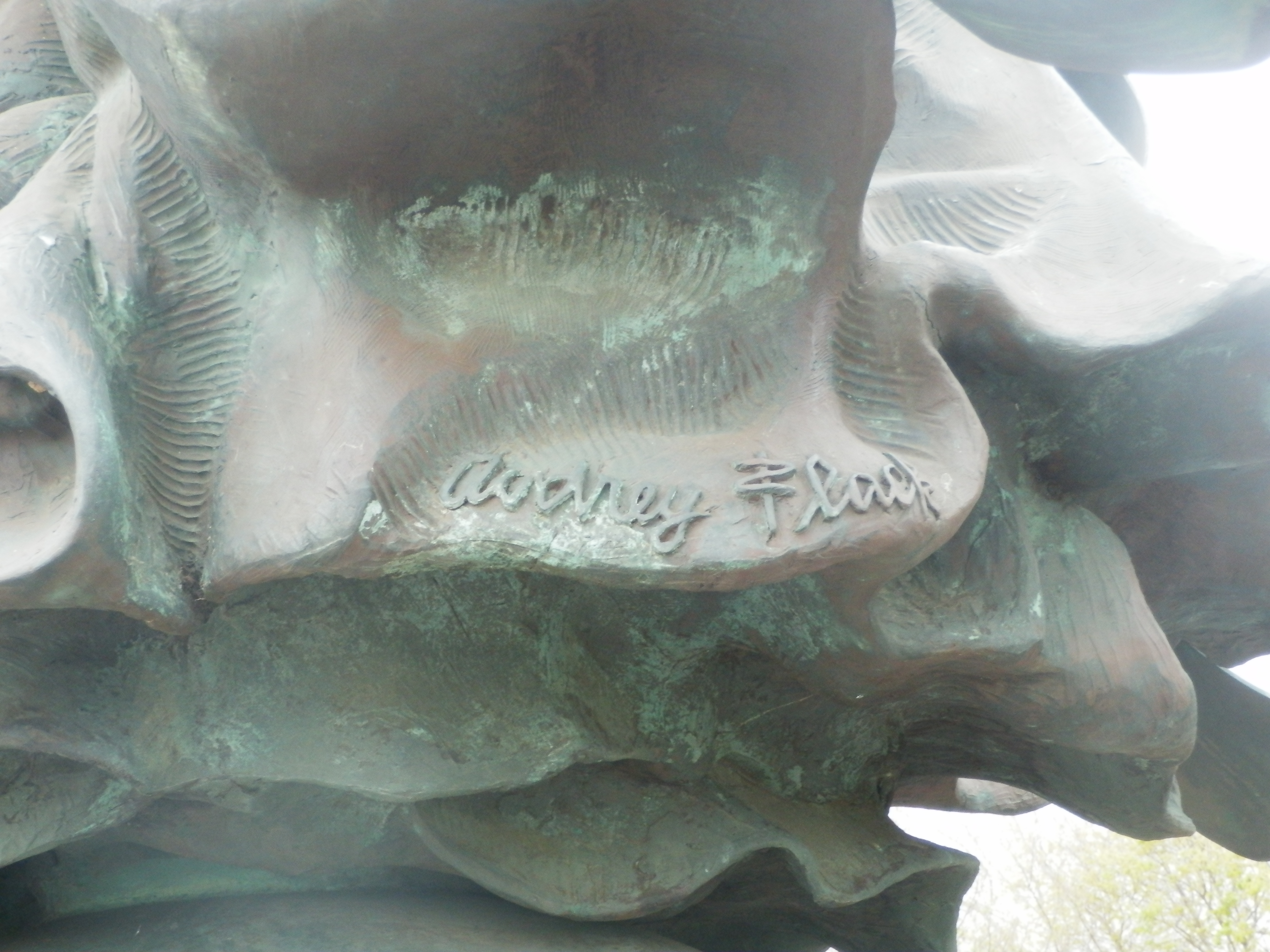
Audrey Flack
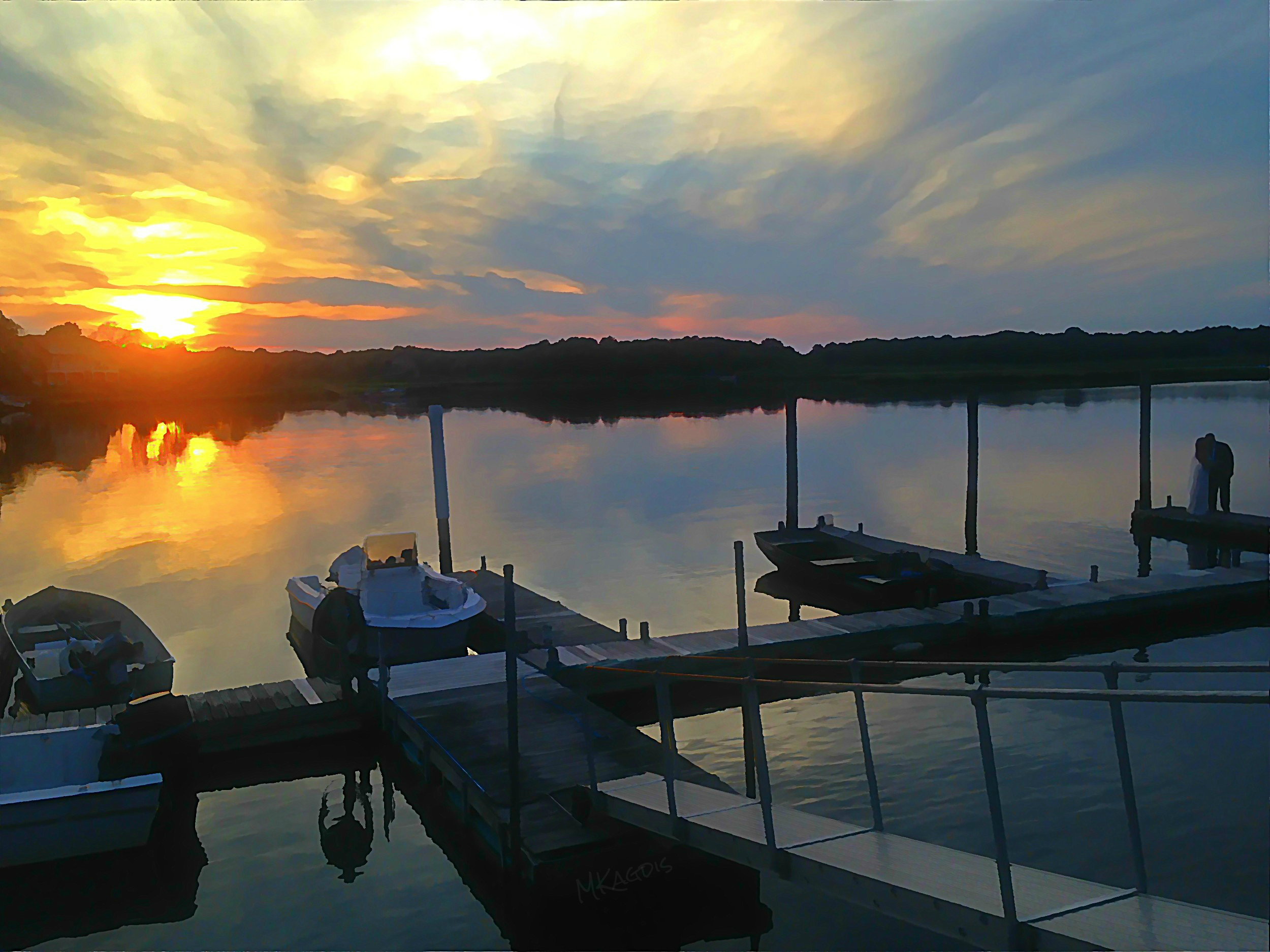
Michael Kagdis Hampton Bays

## Jelentős képviselői
- Audrey Flack
- John Baeder
- Chuck Close
- John de Andrea
- Richard Estes
- Mácsai István
- Méhes László
- Sándorfi István